# 笠ヶ岳 (谷川)
笠ヶ岳 （かさがたけ）は、群馬県利根郡みなかみ町に位置する山で、標高1852.1メートルである。ぐんま百名山で、「ぐんま県境稜線トレイル」谷川岳・ 馬蹄形縦走コースと群馬県自然環境保全地域（朝日岳・白毛門山東面）にもなっている。

## 登山ルート
- 白毛門登山口駐車場～白毛門より、約4時間。
- 残雪期:白毛門登山口駐車場～白毛門より、約5時間。

## ギャラリー

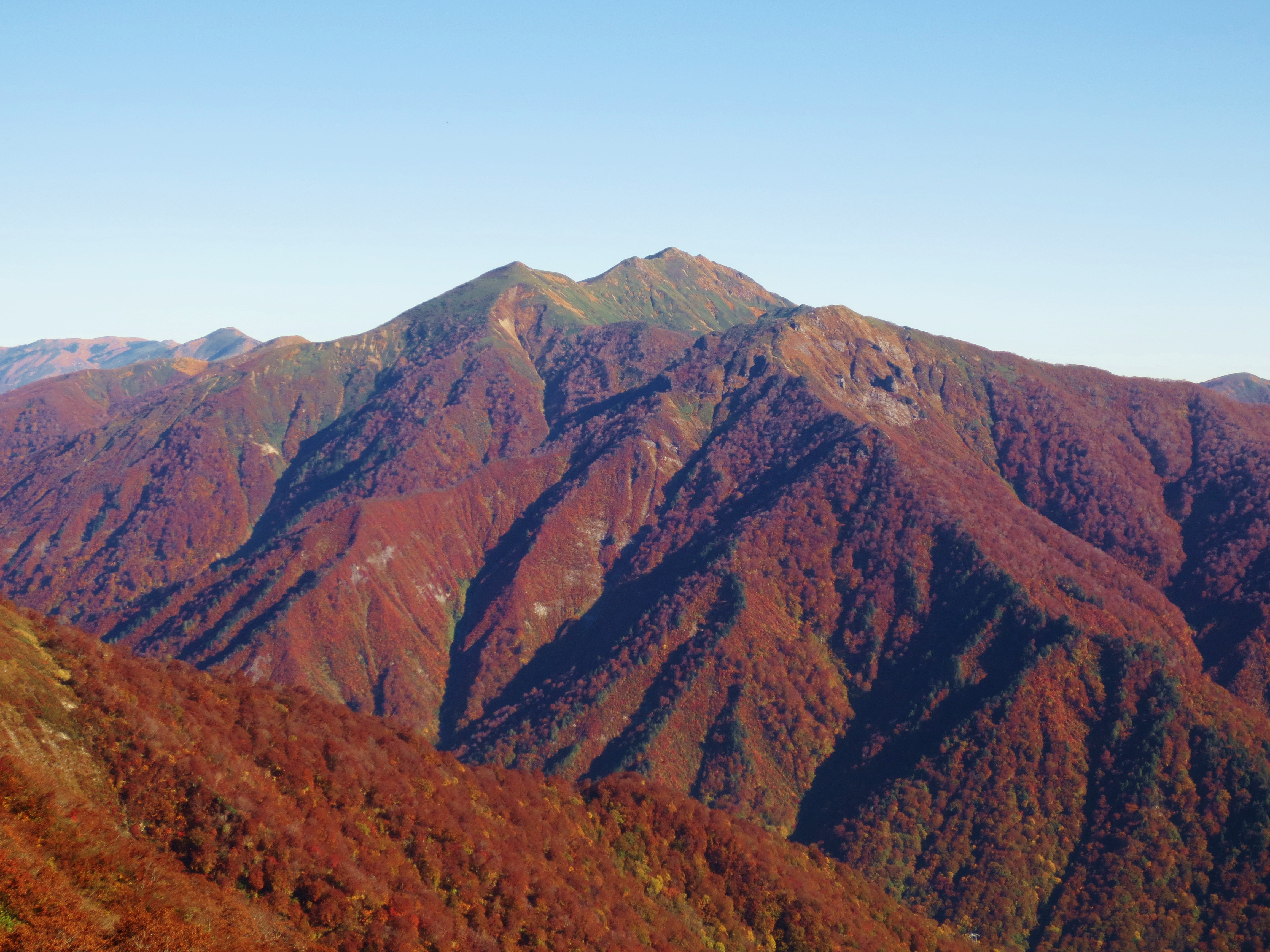
南南東より望む 笠ヶ岳（中央左） 朝日岳（中央奥） 白毛門（中央右）
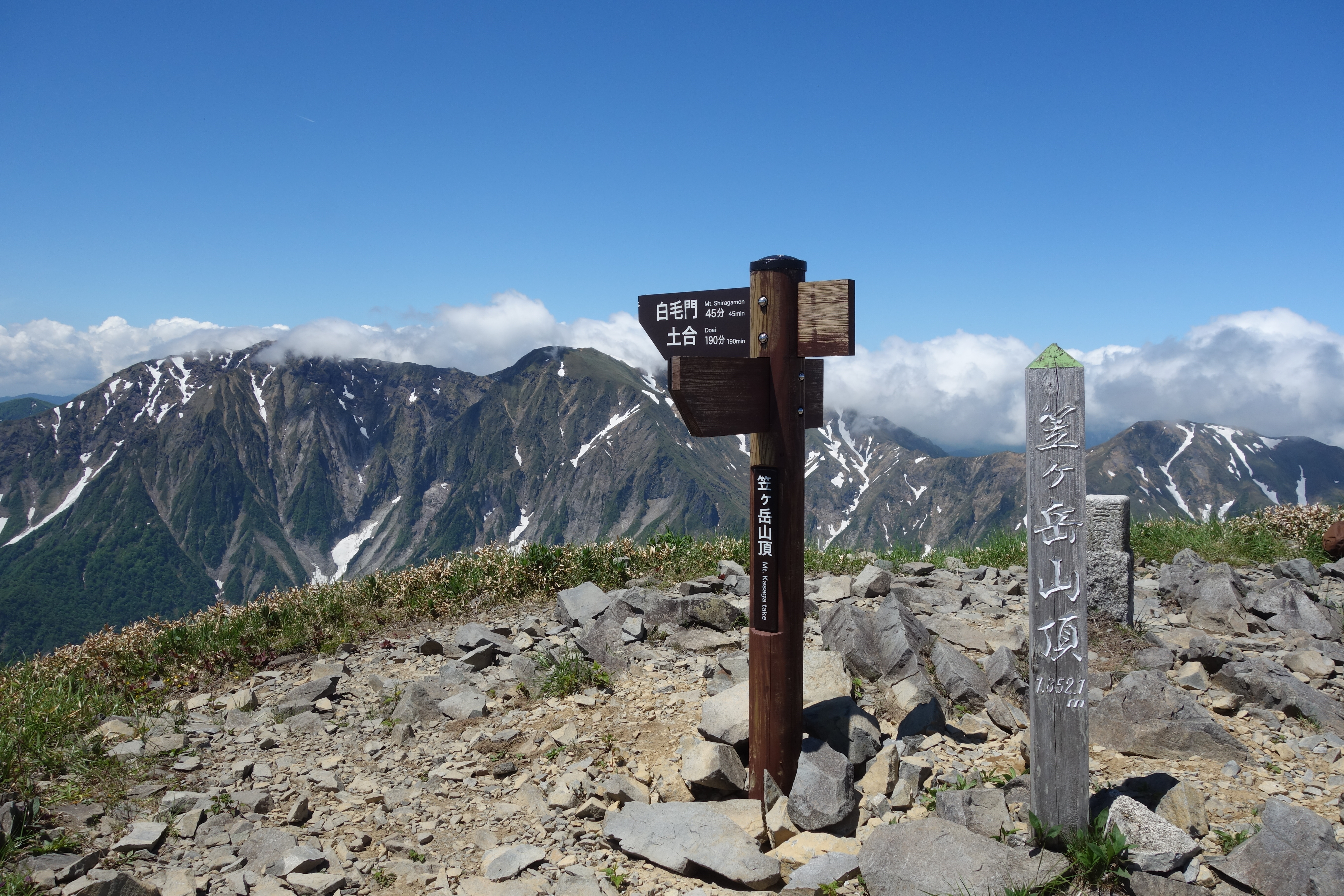
笠ヶ岳山頂
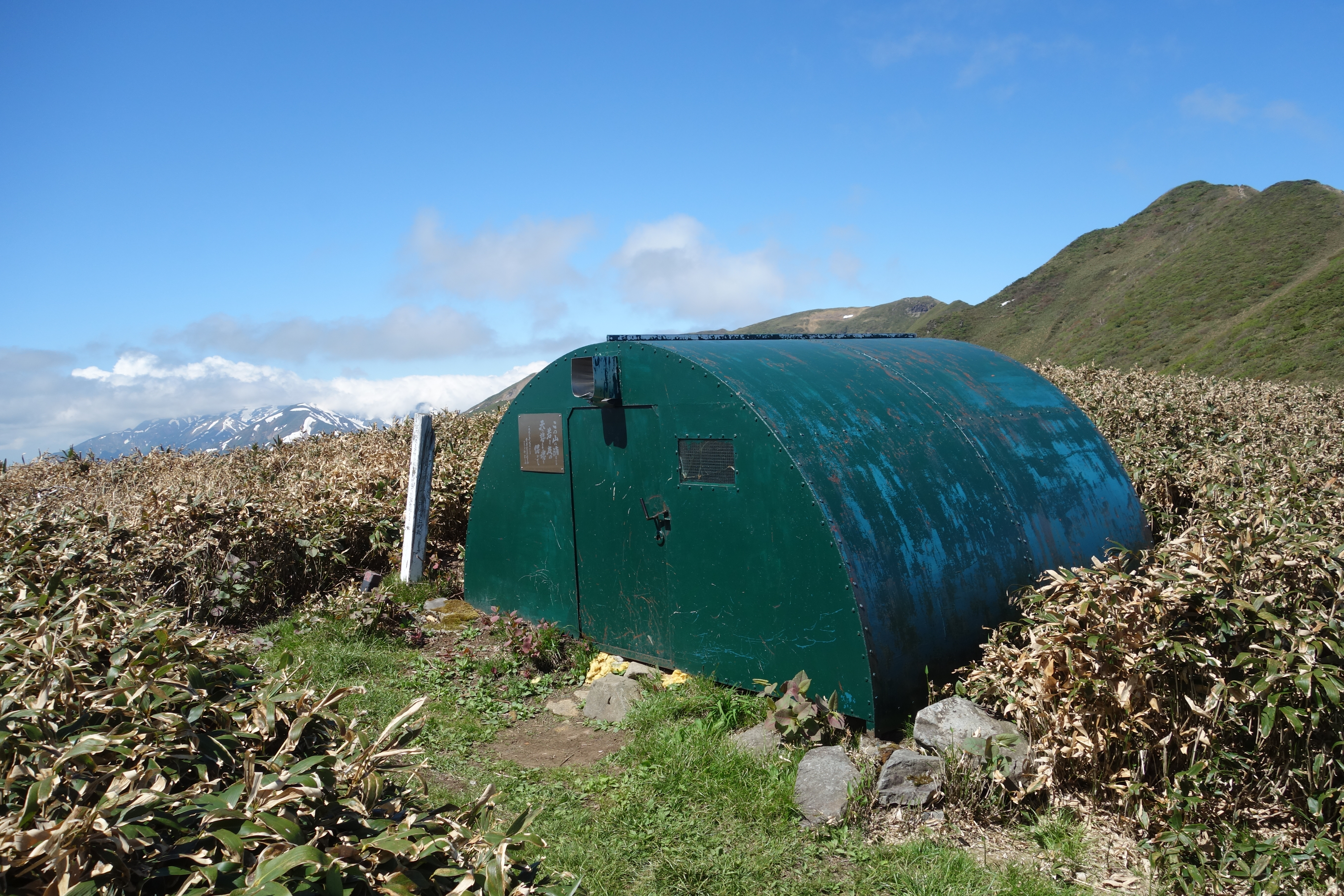
笠ヶ岳避難小屋
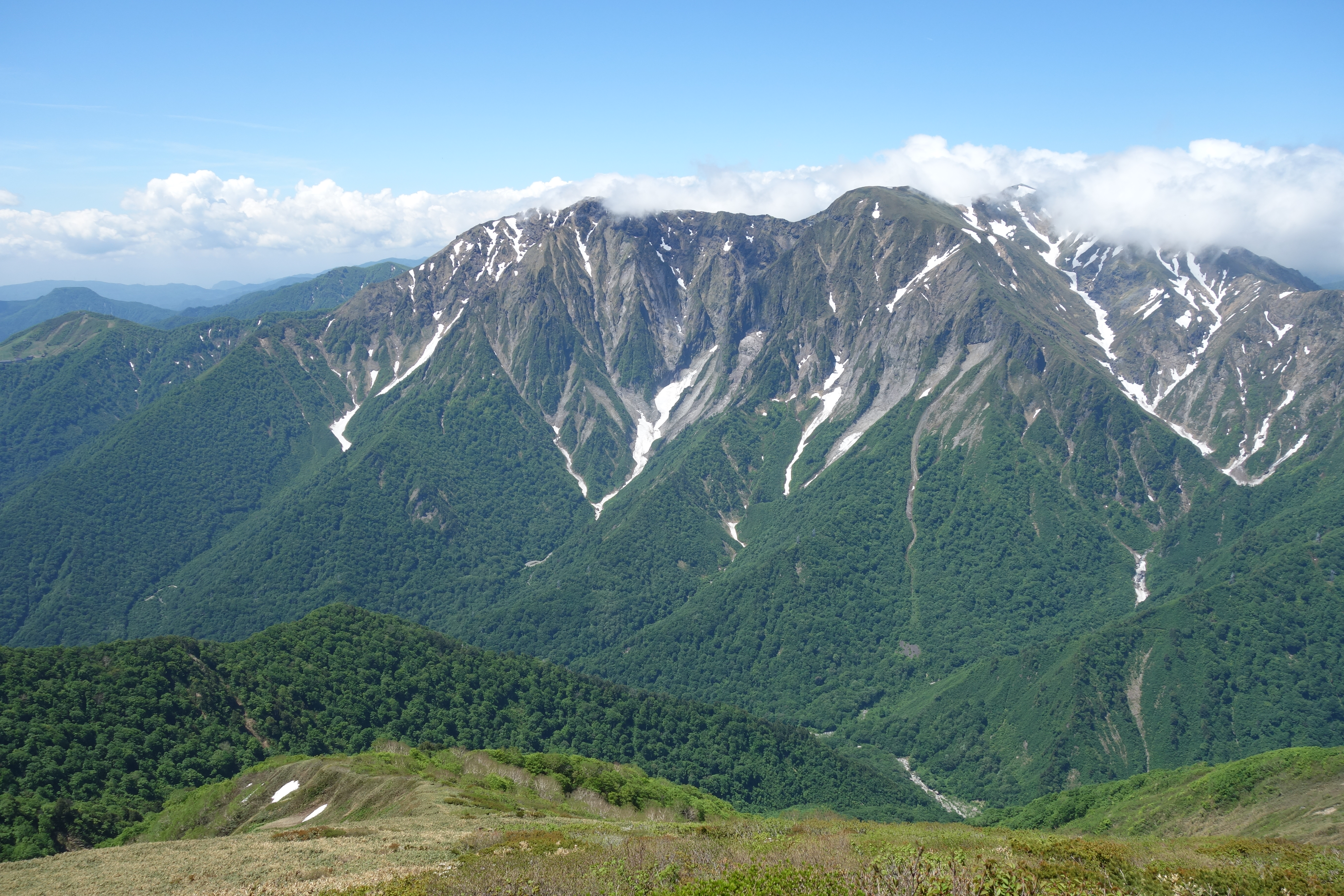
笠ヶ岳から南西に谷川岳を望む

## 周辺の山々
- 朝日岳・白毛門
- 谷川岳・一ノ倉岳・茂倉岳・武能岳・七ツ小屋山

## 河川
- 湯檜曽川

## アクセス
- 車:関越自動車道水上インターチェンジより、国道291号で約20分。
- 電車:上越線土合駅から徒歩約20分。
- バス:上越新幹線上毛高原駅より、関越交通で約45分。水上駅より約25分[6]。